# سامرسيت (مسلسل)
سامرسيت (بالإنجليزية: Somerset)‏ هو مسلسل تم إنتاجه في الولايات المتحدة. بدأ عرضه في سنة 1970 على هيئة الإذاعة الوطنية. بلغ عدد حلقاته 1710 حلقات، وتبلغ مدة الحلقة الواحدة 30 دقيقة. تم بث المسلسل لأول مرة بتاريخ 30 مارس 1970 بينما تم بث آخر حلقة منه بتاريخ 31 ديسمبر 1976. من بطولة تيد دانسون وسيغورني ويفر.

## روابط خارجية
- سامرسيت على موقع IMDb (الإنجليزية)
- سامرسيت على موقع كينوبويسك (الروسية)
- سامرسيت على موقع قاعدة بيانات الفيلم (الإنجليزية)